# Афереза
Аферéза або аферéзис (від грец. αθηρέσις — «випадіння», «позбавлення») — скорочення початку слова.
Афереза — один із засобів усунути збіг голосних (зіяння) на межі слів або іноді всередині слова, також
один із засобів скорочення звуків разом із синкопою та апокопою. Апокопа та афереза — це явища, які полягають в опущенні частини слова. Якщо опускається один або декілька складів у кінці, то мова йде про апокопу, коли ж опускається початкова частина слова — про аферезу. В українській мові найчастіше аферези зазнає звук [о], що трапляється в поодиноких прикладах: біло'брисий ← білообрисий, довго'бразий ← довгообразий, до 'чей ← до очей, до 'дної ← до одної, за 'дно ← за одно, не 'бзивайся ← не обзивайся тощо. Наявність аферези в українських говорах пояснено нерозвиненістю протетичних приголосних, отож саме явище найбільше поширене в поліських діалектах (північні говори). Також до аферези належить скорочення початкових складів в іменах: Тоній ← Антоній, Варка ← Варварка, Докійчук ← Євдокій/Євдокія, Осипчук/Осипенко/Осіпов ← Йосип, Ваня ← Іван, Гапон ← Агафон, Коля ← Микола, Лодимир < Володимир, Лля ← Ілля, Леся ← Олеся.
Яскравим прикладом аферези в літературі є Павла Тичини вірш «Три сини»:
«Приїхало до матері да три сини
Три сини вояки, да не 'днакі.
Що 'дин за бідних,
Другий за багатих…»
І вірш «Партія веде»:
«Тож нехай собі як знають
Божеволіють, конають,
— Нам своє робить:
Всіх панів до ’дної ями…»
Опосередковано до явища аферези також належать чергування звуків: «і ↔ й», «у ↔ в», «з ↔ із ↔ зі», «від ↔ од» тощо.